# Boscos de la sabana de Namíbia
Els boscos de la sabana de Namíbia és una ecoregió de l'ecozona afrotropical, definida per WWF, que s'estén per Àfrica austral, al llarg de Namíbia i el sud d'Angola.

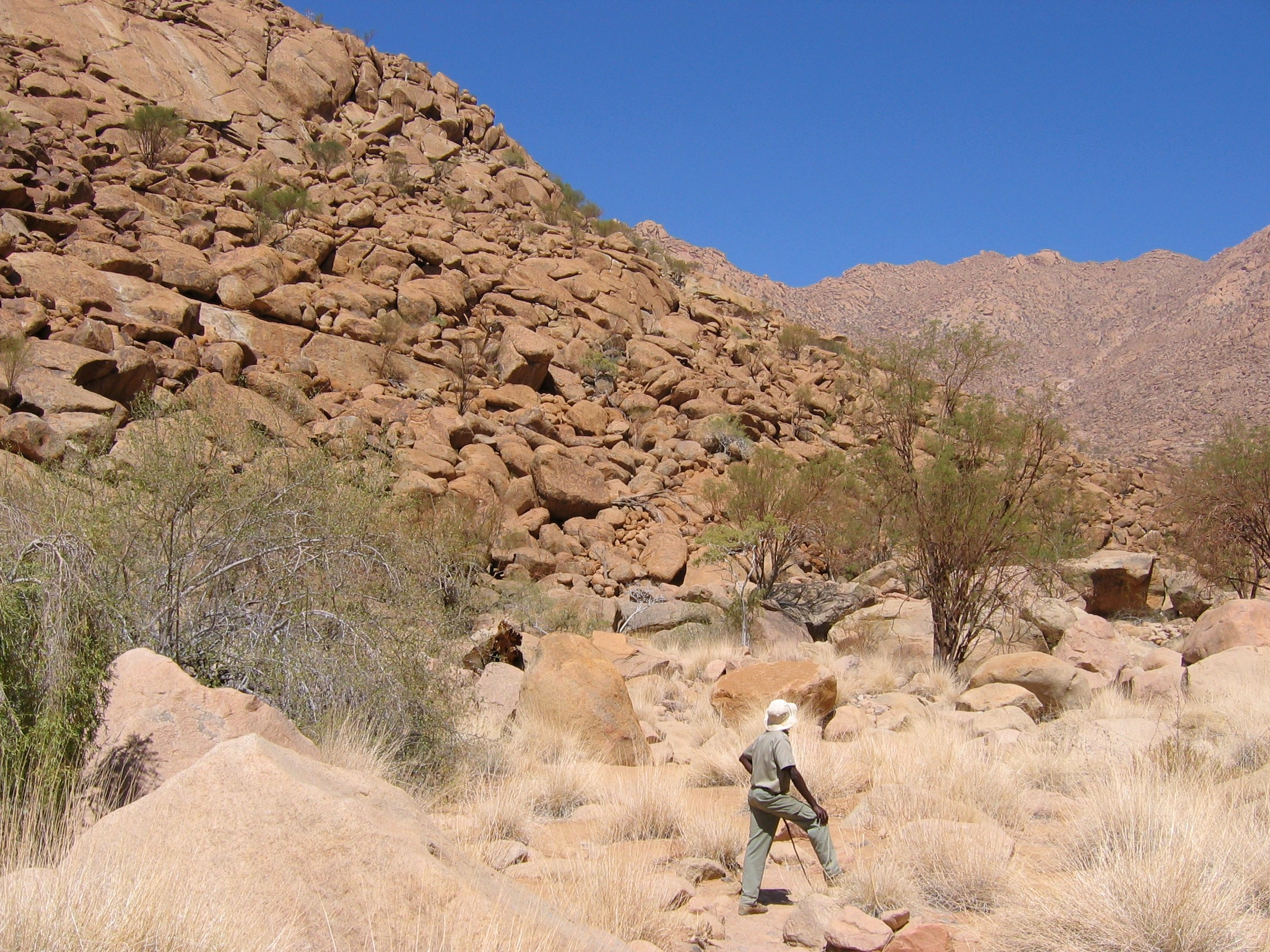

## Descripció
És una ecoregió de desert que ocupa una superfície de 225.500 quilòmetres quadrats en el Gran Escarp que separa els deserts costaners dels altiplans interiors d'Àfrica austral.
Limita al nord-oest amb el Kaokoveld, al nord-est amb els boscos de miombo d'Angola, a l'est amb els boscos de mopane d'Angola, al sud-est amb la sabana xeròfila del Kalahari, al sud-oest amb el desert del Namib i al sud amb el Karoo nama.
La pluja és escassa, entre 60 mm anuals en l'oest i 200 en l'est, i cau principalment en violentes tempestes a l'estiu, entre octubre i març. Les temperatures són extremes, i les gelades freqüents a l'hivern.

## Flora
La vegetació d'aquesta ecoregió és molt variada. En el nord predomina una sabana més o menys densa de mopane (Colophospermum mopane). Més al sud es troba un semidesert amb una gran varietat d'espècies i molts endemismes: l'euforbia Euphorbia guerichiana, l'aloe Aloe dichotoma, la moringa Moringa ovalifolia i diverses espècies dels gèneres Acàcia, Adenolobus, Commiphora i Cyphostemma. En l'extrem sud de l'ecoregió la vegetació és una sabana arbustiva molt oberta.

## Fauna
Entre els grans mamífers destaquen l'elefant (Loxodonta africana), el rinoceront negre (Diceros bicornis), el gran kudú (Tragelaphus strepsiceros), el springbok (Antidorcas marsupialis), l'òrix del Cap (Oryx gazella), el dic-dic de Kirk (Madoqua kirkii), l'impala (Aepyceros melampus petersi), el lleó (Panthera leo), el lleopard (Panthera pardus), el guepard (Acinonyx jubatus), la guineu orelluda (Otocyon megalotis) i la guineu del Cap (Vulpes chama).
S'han censat 297 espècies d'aus a l'ecoregió.

## Endemismes
Aquesta escarpada regió presenta un elevat índex d'endemisme de plantes i animals.
Dos mamífers són endèmics: la mangosta de Namíbia (Galerella swalius) i el rosegador Petromyscus shortridgei (de la família Nesomyidae).

## Estat de conservació
Vulnerable. Les principals amenaces són la caça furtiva, el turisme en vehicles tot-terreny i el tràfic d'espècies protegides.

## Protecció
La protecció és escassa. Només hi ha dues petites àrees protegides a Namíbia:
- Reserva Natural de Damaraland
- Monument Nacional de Brandberg

Una petita àrea del sud de l'ecoregió forma part del Parc Nacional Namib-Naukluft.